# ویسیبابا
ویسیبابا (به صربی: Visibaba) یک منطقهٔ مسکونی در صربستان است که در پوژگا واقع شده‌است. ویسیبابا ۱٬۲۳۲ نفر جمعیت دارد.